# بلور تاریک: دوران مقاومت
بلور تاریک: دوران مقاومت (انگلیسی: The Dark Crystal: Age of Resistance) یک مجموعه تلویزیونی خیال‌پردازی حماسیاست که توسط نتفلیکس تهیه شده‌است. این مجموعه پیش‌درآمد بلور تاریک اثر جیم هنسن است و داستان سه گلفلینگ به نام‌های دیت، ریان و بریا را دنبال می‌کند که تلاش می‌کنند هفت قبیله گلفنینگ را با هم متحد کنند تا از سیاره ثرا در برابر اسکسیس‌ها و بیماری تاریک‌کننده محافظت کنند. این مجموعه برای اولین بار در تاریخ ۳۰ اوت ۲۰۱۹ با استقبال منتقدان پخش شد. در سپتامبر ۲۰۲۰ اعلام شد که این سریال پس از یک فصل لغو شده‌است.

## خلاصه داستان
در سیاره ثرا، سه گلفلینگ به نام‌های ریان، بریا و دیت متوجه رازی مخوف دربارهٔ قدرت فرمان‌روایانشان، اسککسیس‌ها، می‌شوند؛ آن‌ها باید آتش شورش را شعله‌ور کنند و سیاره را نجات دهند.

## بازیگران
گلفلینگ‌ها
| شخصیت          | عروسک‌گردان     | صداپیشه           |
| -------------- | -------------- | ----------------- |
| ریان           | نیل استرنبرگ   | تارون اجرتون      |
| بریا           | آلیس دینین     | آنیا تیلور-جوی    |
| دیت            | بکی هندرسون    | ناتالی امانوئل    |
| مادر آگرا      | کوین کلش       | دونا کیمبال       |
| گورجین         | دیو چپمن       | هریس دیکینسون     |
| سلادون         | هلنا اسمی      | گوگو امبتا-را     |
| تاورا          | نیل استرنبرگ   | کترینا بلف        |
| هاپ            | ویکتور یرید    | ویکتور یرید       |
| آل‌مادرا مایرین | لوئیس گلد      | هلنا بونهام کارتر |
| کتابدار        | کوین کلش       | توبی جونز         |
| مادر فرا       | آلیس دینین     | لینا هیدی         |
| آنیکا          | لوئیس گلد      | ناتالی دورمر      |
| مادر میرا      | نیل استرنبرگ   | نینا سوسانیا      |
| پالادین        | وارویک براونلو | وارویک براونلو    |

اسککسیس‌ها
| شخصیت                      | عروسک‌گردان     | صداپیشه              |
| -------------------------- | -------------- | -------------------- |
| امپراتور (اسککسو)          | دیو چپمن       | جیسون آیزکس          |
| چمبرلین (اسککسیل)          | وارویک براونلو | سایمون پگ            |
| ژنرال (اسککوار)            | کوین کلش       | بندیکت وانگ          |
| دانشمند (اسککتک)           | اولیا تیلور    | مارک همیل            |
| رهبر مراسم آئینی (اسککزوک) | ویکتور یرید    | کیگان-مایکل کی       |
| کاتب (اسککلچ)              | هلنا اسمی      | نورا لام             |
| آرایش‌گر (اسککت)            | آلیس دینین     | آلیس دینین           |
| شکارچی (اسککمال)           | کوین کلش       | رالف اینسون          |
| بدعت‌گذار (اسککگرا)         | دام فارل       | اندی سمبرگ           |
| کماندار                    | اولیا تیلور    | اولافر داری اولافسون |